# Tabidia longatuba
Tabidia longatuba is een vlinder van de familie van de grasmotten (Crambidae). De wetenschappelijke naam van deze soort is voor het eerst voorgesteld door Jiaxin Wang, Xi-Cui Du en Yunli Xiao in een publicatie uit 2024.
De soort komt voor in China (Hubei).